# Коле Понте (Фрозиноне)
Коле Понте је насеље у Италији у округу Фрозиноне, региону Лацио.
Према процени из 2011. у насељу је живело 89 становника. Насеље се налази на надморској висини од 142 м.